# Siarczan chromu(III) potasu
Siarczan chromu(III) potasu (nazwa Stocka: siarczan(VI) chromu(III) potasu) – nieorganiczny związek chemiczny z grupy siarczanów, sól podwójna kwasu siarkowego, chromu na III stopniu utlenienia i potasu. Roztwór wodny ma barwę ciemnofioletową, po podgrzaniu ciemnozieloną. Z wody krystalizuje jako dodekahydrat, KCr(SO
4)
2·12H
2O. Tworzy ciemnofioletowe, oktaedryczne kryształy, izomorficzne z innymi ałunami. Stosowany w garbarstwie.